# 国航监管员牛宇虹诬陷乘客事件
国航监管员牛宇虹诬陷乘客事件，亦有媒体报道为“国航监管员大闹头等舱事件”，是2019年7月12日中国国际航空公司成都飞往北京的CA4107航班的头等舱内，国航客舱部办公室员工牛宇虹自称国航“监督员”态度恶劣斥责乘客、扰乱公共秩序，反而导致乘客被其诬陷遭调查滞留的事件。

## 当事人
牛宇虹，中国国际航空公司客舱服务部办公室员工，有辱警、扰乱公共秩序等多次不良事件记录。牛宇虹曾于2013年11月7日在中国国际航空公司客舱服务部与同事发生冲突后报警，在接受民警询问时，多次辱骂民警并向民警吐口水。北京首都国际机场公安分局对牛宇虹处以行政拘留5日的处罚。事后牛宇虹申请行政诉讼，以败诉告终。牛宇虹被爆料此前有多起大闹飞机客舱事件，如春节期间曾因值机柜台未给其优先办理而大闹值机柜台，5月23日曾扰乱北京飞广州航班秩序，7月8日曾扰乱北京飞成都航班秩序并妄称有乘客要谋害自己。

## 事件经过
2019年7月13日，同乘坐CA4107航班的头等舱的乘客李亚玲（编剧、前记者）在新浪微博爆料，2019年7月12日该航班上，飞机在成都双流机场滑出停机位时，一名女乘客因打电话未及时关机，乘务员提醒后该乘客仍在继续接电话，直至飞机广播提醒后才将手机关闭。但广播过后，一名自称是国航监督员的女士（即牛宇虹）突然站起，态度恶劣地斥责刚关机的女乘客，并指责其他两个滑行时使用手机的男旅客“危害了航空安全”，男旅客经乘务员确认已开启飞行模式后，仍被牛氏高声斥责，但在滑行时牛宇虹自身不系安全带、拔打电话，诬陷乘客，飞机落地前也仍然在客舱内走动，追问空乘人员是否已报警，落地后更通知机场公安，导致乘客接受调查遭到滞留达7小时。
事件一经曝光，引发网络对牛宇虹和国航的挞伐声浪，新京报、新浪网、北京日报、界面新闻等多家媒体跟踪关注。
7月13日下午，国航第一时间在微博回复称国航没有聘请监督员，但随后删除了这一回复。
7月13日晚间，国航有关部门负责人致电曝光事件的乘客道歉，称有不得已的苦衷和难处，但具体的情况不方便透露，承诺周一（7月15日）面谈解决。
7月14日晚，国航宣传部部长徐彦纯称，牛宇虹不是所谓的监督员，只是普通员工。她曾经是一名空姐，因患有精神疾病，因此在较长的一段时间内不再工作，但没有解除劳动合同。翌日晚间，国航在微博回应称，牛宇虹是国航一名因身体原因休养的员工，此次是个人因私出行。国航也就此次事件约见李亚玲作进一步沟通，并对此表示歉意，但无法赔偿。然而李亚玲表示，不能认同国航答复，将会继续通过合法途径争取权益，且不认可公开牛宇虹患病信息做法。
因李亚玲与国航交涉过程中，国航方面称牛宇虹有精神疾病，后该信息被李亚玲发布在微博。牛宇虹认为这一行为属于捏造事实的侵权行为，向李索赔104.6万元精神损害赔偿金。该案于2021年9月10日开庭。